# Atalana de Mâcon
Atalana de Mâcon, també coneguda com a Tolosana de Mâcon, fou vescomtessa de Mâcon, nascuda cap al 870 (abans del 875) filla del vescomte Raculf (fill suposat de Bernat Plantapilosa) i de Ramona.
Mort el pare sense fills mascles va recollir la successió cap al 915. Es va casar als primers anys del segle X amb Alberic I de Narbona, fill del vescomte de Narbona Maiol (mort cap al 911). Alberic va prendre el títol de vescomte i va inaugurar una dinastia narbonesa al vescomtat de Mâcon que va estingir-se el 994. Alberic va rebre la senyoria de Salins cap al 942. Atalana va morir cap al 940 i es creu que el seu marit Alberic li va sobreviure (va morir cap al 945). El seu fill i successor Letald II fou vescomte de Mâcon i senyor de Salins i va rebre el comtat de Mâcon el 952. Un altre fill, Humbert I (915-951) va rebre la senyoria de Salins cap al 945.